# Parafia Posłania Uczniów Pańskich w Warszawie
Parafia Posłania Uczniów Pańskich w Warszawie – parafia rzymskokatolicka należąca do dekanatu wilanowskiego, archidiecezji warszawskiej, metropolii warszawskiej Kościoła katolickiego, w Warszawie. Obsługiwana przez księży archidiecezjalnych.

## Historia
Parafia została erygowana w 2006 roku.
Kościół znajduje się w budowie. Nabożeństwa odprawiane są w tymczasowej kaplicy.

## Duszpasterze
- ks. dr Paweł Bijak, proboszcz (od 2006)